# UFC on FOX 2
UFC on Fox: Evans vs. Davis (conosciuto anche come UFC on FOX 2) è stato un evento di arti marziali miste tenuto dalla Ultimate Fighting Championship allo United Center di Chicago, Stati Uniti.
La card principale dell'evento è stata trasmessa alle ore 2.00 italiane in diretta su Sky Sport.

## Background
Durante questo evento Chael Sonnen avrebbe dovuto scontrarsi con Mark Muñoz per determinare lo sfidante del campione dei pesi medi Anderson Silva. Due settimane prima del match però Munoz si infortunò e venne sostituito da Michael Bisping.

## Risultati

### Card preliminare
- Incontro categoria Pesi Medi:  Chris Camozzi contro  Dustin Jacoby

Camozzi sconfisse Jacoby per sottomissione (strangolamento a ghigliottina) a 1:08 del terzo round.
- Incontro categoria Pesi Massimi:  Joey Beltran contro  Lavar Johnson

Johnson sconfisse Beltran per KO (pugni) a 4:24 del primo round.
- Incontro categoria Pesi Leggeri:  Michael Johnson contro  Shane Roller

Johnson sconfisse Roller per decisione unanime (29-28, 29-28, 29-28).
- Incontro categoria Pesi Piuma:  Charles Oliveira contro  Eric Wisely

Oliveira sconfisse Wisely per sottomissione (calf slicer) a 1:43 del primo round.
- Incontro categoria Pesi Piuma:  Cub Swanson contro  George Roop

Swanson sconfisse Roop per KO Tecnico (pugni) a 2:22 del secondo round.
- Incontro categoria Pesi Massimi:  Mike Russow contro  John-Olav Einemo

Russow sconfisse Einemo per decisione unanime (29-28, 29-28, 30-27).
- Incontro categoria Pesi Leggeri:  Evan Dunham contro  Nick Lentz

Dunham sconfisse Lentz per KO Tecnico (stop medico) a 5:00 del secondo round.

### Card principale
- Incontro categoria Pesi Medi:  Demian Maia contro  Chris Weidman

Weidman sconfisse Maia per decisione unanime (29-28, 29-28, 30-27).
- Incontro categoria Pesi Medi:  Chael Sonnen contro  Michael Bisping

Sonnen sconfisse Bisping per decisione unanime (30-27, 29-28, 29-28).
- Incontro categoria Pesi Mediomassimi:  Rashad Evans contro  Phil Davis

Evans sconfisse Davis per decisione unanime (50-45, 50-45, 50-45).

## Premi
Ai vincitori sono stati assegnati 65.000$ per i seguenti premi:
- Fight of the Night:  Evan Dunham contro  Nick lentz
- Knockout of the Night:  Lavar Johnson
- Submission of the Night:  Charles Oliveira